# Juan Tesone
Juan Otimio Tesone (Tres Arroyos, 1910-Mar del Plata, 1994) fue un médico cirujano y ortopedista argentino, reconocido por su trabajo en la rehabilitación de personas con discapacidad.
Se graduó de la Facultad de Medicina de la Universidad de Buenos Aires en 1937. Continuó su formación en la Escuela de Cirugía del Hospital General de Agudos Dr. Guillermo Rawson de esa ciudad, entonces dirigida por Ricardo y Enrique Finochietto. En la década de los 40 emigró a Estados Unidos para perfeccionarse en la Universidad de California, país donde además trabajó en el Hospital Ortopédico de Los Ángeles entre los años 1940 y 1941, e integró entre 1945 a 1947 los equipos de cirugía ortopédica de los hospitales de la Universidad de San Francisco y de los Ángeles. Ese mismo año fue convocado por la Oficina del Niño de Washington y el Departamento de Salud de Puerto Rico para organizar el Programa Federal de Rehabilitación de Puerto Rico, destinado a asistir a niños con discapacidad de la isla estado. Participó del proyecto como cirujano ortopédico entre 1947 a 1950.
Tesone retornó a su país en 1950. Al regresar a Mar del Plata, con el apoyo del Rotary Club de Mar del Plata y la colaboración de sus socios rotarios, fundó la Sociedad Civil sin fines de lucro CERENIL (Centro de Rehabilitación para Niños Lisiados) el 10 de mayo de 1952, lugar destinado aprevenir, tratar y rehabilitar la discapacidad. En 1958 creó el Sanatorio Escuela en el km. 4 1/2 de la ruta 88, próximo a la ciudad. Este centro fue el primero en su tipo de Argentina y América Latina. Fue a su vez el primer presidente de la Comisión Nacional Permanente para la Rehabilitación de los Lisiados del país hasta 1958.
En enero de 1976, CERENIL cedió la administración del Sanatorio Escuela al estado nacional, creándose el Instituto Nacional de Rehabilitación Psicofísica del Sur, entidad que vela por el mantenimiento del objetivo con el que se construyó ese edificio.
Miembro de honor de las Sociedades de Rehabilitación y Académico Honorario de varias entidades del extranjero; organizador y director de El Portal del Sol, de Mar del Plata; asesor técnico del Instituto de Rehabilitación de Parálisis Infantil, IRPI, de Mendoza; asesor técnico del Centro de Rehabilitación para Paralíticos Cerebrales, APANEC, de Córdoba; asesor técnico del Centro de Rehabilitación para Paralíticos Cerebrales de Salta; organizador y presidente de la Coordinación de Entidades Privadas de Rehabilitación, CERBA, de la Provincia de Buenos Aires; primer Presidente de la Comisión Nacional Asesora para la Integración de las Personas Discapacitadas. En todos los casos, su desempeño fue Ad honorem.
El 26 de marzo de 2008, al conmemorarse 50 años de la inauguración del Sanatorio-Escuela, hoy sede del Instituto Nacional de Rehabilitación Psicofísica del Sur, se impuso el nombre Dr. Juan O. Tesone al mencionado establecimiento.
Falleció en 1994.

### Poliomielitis
Antes del brote de poliomielitis de 1953 en Buenos Aires, Tasone había expresado un año antes su preocupación por la falta de información para prevenir la enfermedad. Dado que el cuadro solo podía identificarse certeramente una vez que aparecía el síntoma de la parálisis, su labor mediante CERENIL se concentró en mitigar los efectos de esta mediante la reeducación muscular. El tratamiento además se complementó con acompañamiento psicológico y la orientación vocacional del paciente para que pueda reinsertarse laboralmente. Este paso era parte de la rehabilitación y de acuerdo a Tasone le garantizaría al paciente una cierta autonomía, decisión con la finalidad de orientarlo “hacia el aprendizaje de una profesión que le dará en el futuro absoluta independencia para vivir de su trabajo : meta de la rehabilitación de un lisiado”. Complementariamente Tesone desarrolló campañas de concientización pública y visibilización de la discapacidad, con foco en la inserción laboral de personas «lisiadas».